# Gruppo Sportivo Marinai d'Italia 1942-1943
Questa pagina raccoglie le informazioni riguardanti il Gruppo Sportivo Marinai d'Italia nelle competizioni ufficiali della stagione 1942-1943.